# سهام سكر
سهام سبع درويش أحمد أو سهام سكر هي ناشطة سياسية ونسوية فلسطينية، ولدت في مدينة نابلس بفلسطين عام 1927، وكانت واحدة من أعضاء حركة التحرير الفلسطينية (فتح)، ومن قيادات الاتحاد العام للمرأة الفلسطينية. توفيت سهام سكر في 19 أكتوبر (تشرين الأول) عام 2009.

## حياتها
وُلدت سهام سبع درويش أحمد في مدينة نابلس بفلسطين عام 1927، واهتمت بالعمل الوطني في سن مبكرة فانضمت لصفوف المقاومة الفلسطينية وتعلمت حمل السلاح قبل نكبة عام 1948. عملت سهام سكر مدرّسةً في مدرسة العدوية الثانوية في مدينة طولكرم، ثم انتقلت للعمل في الكويت. كانت سهام سكر عضواً باللجنة التحضيرية لاتحاد المعلمين الفلسطينيين، وفي عام 1965، انضمت إلى صفوف حركة التحرير الفلسطينية (فتح)، وشاركت في لجنة المرأة التي تشكَّلت في المنظمة في نفس العام، وفي عام 1975، نالت عضوية المجلس الوطني الفلسطيني. انضمت سهام سكر للاتحاد العام للمرأة الفلسطينية عند تأسيسه، وأصبحت عضواً بأمانته العامة، ثم مسئولة عن العلاقات الخارجية في الاتحاد، ثم أصبحت رئيسة فرع الاتحاد العام للمرأة الفلسطينية في الكويت عام 1983. نشطت سهام سكر في العمل النسوي بصفتها من قيادات الاتحاد العام للمرأة الفلسطينية، وشاركت في العديد من المؤتمرات أهمها مؤتمر الاتحاد العام للمرأة الذي انعقد في تونس، ومؤتمر المرأة العالمي الذي انعقد في العاصمة الصينية بكين عام 1995.

## وفاتها
توفيت سهام سكر في 19 أكتوبر (تشرين الأول) عام 2009 في مدينة عمان بالمملكة الأردنية الهاشمية.